# Liste der polnischen Meister im Schach

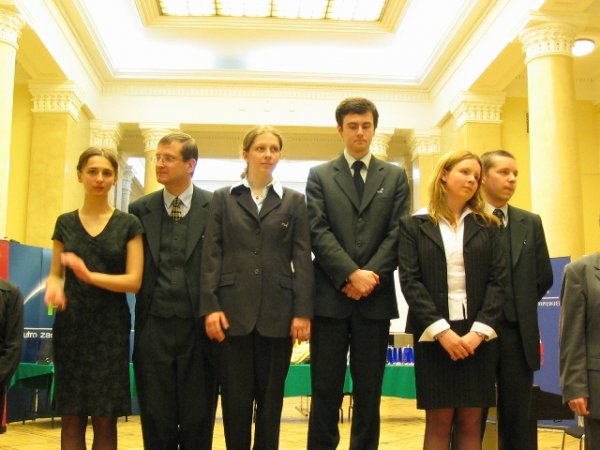
Polnische Schachmeister (2004)

In dieser Übersicht sind die polnischen Meister im Schach seit dem Jahr 1926 verzeichnet:
| Jahr | Männer                 | Frauen                  |
| ---- | ---------------------- | ----------------------- |
| 1926 | Dawid Przepiórka       |                         |
| 1927 | Akiba Rubinstein       |                         |
| 1935 | Ksawery Tartakower     | Regina Gerlecka         |
| 1937 | Ksawery Tartakower     | Regina Gerlecka         |
| 1946 | Bogdan Śliwa           |                         |
| 1948 | Kazimierz Makarczyk    |                         |
| 1949 | Kazimierz Plater       | Róża Herman             |
| 1950 | Wiktor Balcarek        | Róża Herman             |
| 1951 | Bogdan Śliwa           | Krystyna Hołuj          |
| 1952 | Bogdan Śliwa           | Krystyna Hołuj          |
| 1953 | Bogdan Śliwa           | Krystyna Hołuj          |
| 1954 | Bogdan Śliwa           | Władysława Górska       |
| 1955 | Józef Gromek           | Krystyna Hołuj          |
| 1956 | Kazimierz Plater       | Krystyna Hołuj          |
| 1957 | Kazimierz Plater       | Krystyna Hołuj          |
| 1958 |                        | Henryka Konarkowska     |
| 1959 | Stefan Witkowski       | Krystyna Hołuj          |
| 1960 | Bogdan Śliwa           |                         |
| 1961 | Alfred Tarnowski       | Apolonia Litwińska      |
| 1962 | Witold Balcerowski     | Anna Jurczyńska         |
| 1963 | Jacek Bednarski        |                         |
| 1964 | Zbigniew Doda          | Henryka Konarkowska     |
| 1965 | Witold Balcerowski     | Anna Jurczyńska         |
| 1966 | Jerzy Kostro           | Krystyna Radzikowska    |
| 1967 | Zbigniew Doda          | Elżbieta Kowalska       |
| 1968 | Romuald Grąbczewski    | Mirosława Litmanowicz   |
| 1969 | Jerzy Lewi             | Krystyna Radzikowska    |
| 1970 | Jerzy Kostro           | Bożena Pytel            |
| 1971 | Włodzimierz Schmidt    | Hanna Ereńska-Radzewska |
| 1972 | Krzysztof Pytel        | Hanna Ereńska-Radzewska |
| 1973 | Krzysztof Pytel        | Anna Jurczyńska         |
| 1974 | Włodzimierz Schmidt    | Anna Jurczyńska         |
| 1975 | Włodzimierz Schmidt    | Grażyna Szmacińska      |
| 1976 | Aleksander Sznapik     | Grażyna Szmacińska      |
| 1977 | Ryszard Skrobek        | Hanna Ereńska-Radzewska |
| 1978 | Adam Kuligowski        | Anna Jurczyńska         |
| 1979 | Jan Przewoźnik         | Hanna Ereńska-Radzewska |
| 1980 | Aleksander Sznapik     | Hanna Ereńska-Radzewska |
| 1981 | Włodzimierz Schmidt    | Grażyna Szmacińska      |
| 1982 | Jan Adamski            | Agnieszka Brustman      |
| 1983 | Zbigniew Szymczak      | Grażyna Szmacińska      |
| 1984 | Aleksander Sznapik     | Agnieszka Brustman      |
| 1985 | Ignacy Nowak           | Małgorzata Wiese        |
| 1986 | Marek Hawełko          | Grażyna Szmacińska      |
| 1987 | Robert Kuczyński       | Agnieszka Brustman      |
| 1988 | Włodzimierz Schmidt    | Grażyna Szmacińska      |
| 1989 | Aleksander Wojtkiewicz | Joanna Detko            |
| 1990 | Włodzimierz Schmidt    | Bożena Sikora-Giżyńska  |
| 1991 | Aleksander Sznapik     | Czesława Grochot        |
| 1992 | Jacek Gdański          | Krystyna Dąbrowska      |
| 1993 | Tomasz Markowski       | Barbara Kaczorowska     |
| 1994 | Włodzimierz Schmidt    | Magdalena Gużkowska     |
| 1995 | Aleksander Wojtkiewicz | Monika Bobrowska        |
| 1996 | Klaudiusz Urban        | Agnieszka Brustman      |
| 1997 | Robert Kempiński       | Joanna Dworakowska      |
| 1998 | Tomasz Markowski       | Joanna Dworakowska      |
| 1999 | Tomasz Markowski       | Iweta Radziewicz        |
| 2000 | Michał Krasenkow       | Iweta Radziewicz        |
| 2001 | Robert Kempiński       | Joanna Dworakowska      |
| 2002 | Michał Krasenkow       | Iweta Radziewicz        |
| 2003 | Tomasz Markowski       | Marta Zielińska         |
| 2004 | Bartłomiej Macieja     | Monika Soćko            |
| 2005 | Radosław Wojtaszek     | Iweta Radziewicz        |
| 2006 | Mateusz Bartel         | Jolanta Zawadzka        |
| 2007 | Tomasz Markowski       | Iweta Rajlich           |
| 2008 | Bartosz Soćko          | Monika Soćko            |
| 2009 | Bartłomiej Macieja     | Iweta Rajlich           |
| 2010 | Mateusz Bartel         | Monika Soćko            |
| 2011 | Mateusz Bartel         | Jolanta Zawadzka        |
| 2012 | Mateusz Bartel         | Iweta Rajlich           |
| 2013 | Bartosz Soćko          | Monika Soćko            |
| 2014 | Radosław Wojtaszek     | Monika Soćko            |
| 2015 | Grzegorz Gajewski      | Jolanta Zawadzka        |
| 2016 | Radosław Wojtaszek     | Monika Soćko            |
| 2017 | Kacper Piorun          | Monika Soćko            |
| 2018 | Jan-Krzysztof Duda     | Jolanta Zawadzka        |
| 2019 | Kamil Dragun           | Iweta Rajlich           |
| 2020 | Kacper Piorun          | Karina Cyfka            |
| 2021 | Radosław Wojtaszek     | Klaudia Kulon           |
| 2022 | Radosław Wojtaszek     | Michalina Rudzińska     |
| 2023 | Bartosz Soćko          | Michalina Rudzińska     |

## Polnischer Meister im Fernschach
1. Aleksander Zakrzewski (1948–1950)
2. Eugeniusz Golemo (1959–1960)
3. Jerzy Martyniak (1962–1963)
4. Eugeniusz Golemo (1963–1964)
5. Roman Sokolowski (1963–1964)
6. Marian Braczko (1964–1965)
7. Krzystof Pytel (1964–1965)
8. Stefan Brzozka (1965–1966)
9. Jerzy Krzyszton (1966–1967)
10. Gerard Szewczyk (1967–1968)
11. Jan Gorski (1968–1969)
12. Jerzy Sokolow (1969–1970)
13. Jan Widera (1969–1971)
14. Zygmunt Pioch (1970–1972)
15. Zygmunt Pioch (1972–1974)
16. Ryszard Filutowski (1973–1975)
17. Tadeusz Franczak (1974–1976)
18. Zbigniew Leszczynski (1975–1977)
19. Karol Pinkas (1976–1978)
20. Josef Babiak (1977–1979)
21. Damian Konca (1978–1980)
22. Marek Pogorzelski (1979–1981)
23. Ryszard Galicki (1980–1982)
24. Ryszard Skrobek (1981–1983)
25. Tadeusz Karpik (1983–1985)
26. Henrik Lew (1983–1985)
27. August Warta (1984–1986)
28. Zbigniew Blak (1985–1987)
29. Ryszard Kwiecinski (1986–1988)
30. Ryszard Dors (1987–1989)
31. Zdzislaw Marciniak (1988–1990)
32. Jan Zajaczkowski (1990–1991)
33. Dariusz Studzinski (1991–1992)
34. Tadeusz Chruszcz (1991–1993)
35. Tadeusz Chruszcz (1991–1993)
36. Robert Tustanowski (1993–1995)
37. Piotr Tkaczyk (1994–1996)
38. Rafael Pierzak (1995–1997)
39. Rafal Ogiewka (1996–1998)
40. Dariusz Gronkowski (1998–1999)
41. Maciej Jedrzejowski (1998–1999)
42. Jan Tolloczko (1998–1999)
43. Robert Tustanowski (2000–2001)
44. Tadeusz Szafraniec (2001–2004)
45. Antoni Krzyzanowski (2002–2003)
46. Waldemar Kozlowski (2003–2004)
47. Tadeusz Baranowski (2004–2006)[4]
48. Miroslav Nowakowski (2005–2007)[5]
49. Antoni Schön (2006–2008)[6]
50. Antoni Schön (2007–2009)[7]
51. Tomasz Slawinski (2008–2009)[8]
52. Zbigniew Szczepanski (2009–2011)[9]
53. Adam Dzwikowski (2010–2013)[10]
54. Jerzy Staniszewski (2011–2012)[11]
55. Waldemar Kozlowski (2012–2013)[12]
56. Wojciech Krzyzanowski (2013–2014)[13]
57. Jan Nogal (2014–2015)[14]
58. Dariusz Fraczek – Tomasz Slawinski (2015–2016)[15]
59. Ryszard Kowalczyk (2016–2017)[16]
60. Wojciech Krzyzanowski (2017–2018)[17]
61. Lukasz Gorzkiewicz (2018–2019)[18]
62. Ryszard Probola – Lukasz Gorzkiewicz (2019–2020)[19]
63. Jerzy Duszynski (2020–2021)[20]
64. Janusz Pietrzak – Miroslaw Jasinski – Ryszard Probola (2021–2022)[21]
65. Tomasz Slawinski (2022–2023)[22]
66. Piotr Falatowicz (2023–2024)[23]